# Zelena rega
Zelena rega (znanstveno ime Hyla arborea) je vrsta brezrepih dvoživk iz družine pravih reg (Hylidae).
Živi skoraj po celi Evropi (sever Pirenejskega polotoka, Francija, Belgija, Nizozemska, Danska, južna Švedska, Nemčija, Avstrija, Balkan, Apeninski polotok in  severozahod Evrope do Urala in Kavkaza). Zeleno rego ogroža predvsem izsuševanje in zastrupljanje mokrišč.

## Telesne značilnosti
Zelena rega je velika od 4 do 5 cm in ima gladko kožo. Telo je običajno živo zeleno, vendar lahko barvo telesa prilagaja barvi okolice, zato je lahko celo sive ali rjave barve s temnejšimi pikami. Na konicah prstov ima povečane zaobljene blazinice z oprijemalnimi ploščicami. Samec je manjši od samice in ima rumeno grlo, samica je veliko večja, njeno grlo pa je belo.
Paglavci imajo oči ob strani trupa. Hrbtni del repnega grebena je visok in se začne že na sprednjem delu telesa. Telo je običajno rumenkasto, z zlato obarvanim trebuhom.

## Življenjski prostor
Odrasle osebke najdemo na gozdnih obronkih, na travnikih z višjo vegetacijo ali v mejicah. Paglavce najpogosteje najdemo v velikih mlakah z obilico rastlinja, včasih pa tudi v manjših lužah ali kanalih. Izogibajo se vodam, v katerih so ribe.

## Razmnoževanje
Parijo se med aprilom in junijem. Kot večina dvoživk je tudi zelena rega v času razmnoževanja vezana na vodo. Pred parjenjem se samci oglašajo in jih lahko slišimo nekaj kilometrov daleč. Mrest vsebuje okoli 900 jajčec. Mrestov premer je okoli 2–3 cm in je pritrjen na vodno rastlinje. V 10 dneh se razvijejo paglavci.